# Venezuelas Socialistiske Enhedsparti
Venezuelas Socialistiske Enhedsparti (spansk: Partido Socialista Unido de Venezuela) er et meget venstreorienteret og socialistisk parti i Venezuela. Det er det regerende parti i Venezuela, og lederen er Hugo Chávez.
Partiet fører an i den Bolivarianske revolution, som er en socialistisk revolution, som er i gang i Latinamerika. Partiet har netop opnået 7 millioner medlemmer.

## Begyndelsen
Venezuelas Socialistiske Enhedsparti er et samlingsparti, der blev dannet ved sammenlægning af bl.a. MVR (Chavez' gamle parti) og den ene halvdel af PCV, Venezuelas Kommunistiske Parti. Det blev dannet i 2008.

## Politik
Venezuelas Forenede Socialistparti er et socialistisk, antikapitalistisk, venstreorienteret parti. Det har bl.a. skaffet gratis hospitaler og skoler for alle mennesker i Venezuela og formindsket forskellen mellem rig og fattig betydeligt.[kilde mangler] Derudover har partiet nationaliseret mange virksomheder.
Partiet er mest populært blandt de fattige, arbejderklassen og bønderne. Men nogle steder i middelklassen er det også et meget populært parti.[kilde mangler]